# Celta de Vigo
Real Club Celta de Vigo, tudi Celta de Vigo ali Celta Vigo je španski nogometni klub iz mesta Vigo v Galiciji. Ustanovljen je bil 23. avgusta 1923 in trenutno igra v La Ligi, 1. španski nogometni ligi.
Vidnejši uspeh Celte Vigo v domačih tekmovanjih je trikratna osvojitev naslova podprvaka španskega pokala (v letih 1948, 1994 in 2001). Trikrat pa je bil ta klub tudi prvak 2. španske nogometne lige (v letih 1936, 1982 in 1992). Do sedaj najvišje doseženo mesto v La Ligi pa je 4. mesto (v sezonah 1947/48 in 2002/03). V evropskih tekmovanjih pa je najvidnejši uspeh Celte Vigo osvojitev naziva prvaka Pokala Intertoto leta 2000. Tistega leta si je Celta Vigo delila naslov z Udinesejem in Stuttgartom.
Domači stadion Celte Vigo je Balaídos, ki sprejme 29.000 gledalcev. Barvi dresov sta svetlo modra in bela. Nadimki nogometašev so Célticos (Kelti), Celtiñas (Male Celte) in Celestes (Nebeško Modri).